# Mike Dean (árbitro)
Michael Leslie "Mike" Dean (Wirral, 2 de julho de 1968) é um árbitro profissional de futebol na Inglaterra. Desde 2000 ele atua na Premier League e, desde 2003, ele apita para a FIFA. Ele pertence à Associação de Futebol de Cheshire County.
Dean começou sua carreira em 1985, primeiro como árbitro no Northern Premier League, depois como assistente na Football League em 1995. No ano de 1997, ele tornou-se um árbitro completa.